# حزب العودة
العودة هو اسم لمنظمة عصابات علمانية في العراق. كان أول ظهور للمنظمة في العراق في يونيو 2003 من خلال كتابات ومنشورات مناهضة للاحتلال الأمريكي في شمال وغرب العاصمة بغداد. كان قائد المنظمة السياسي والجنرال العراقي محمد يونس الأحمد.